# 라온 엔터테인먼트
라온 엔터테인먼트(영어: Rhaon Entertainment)는 2000년 5월 15일에 설립된 대한민국의 게임 개발사이다. 대구광역시 남구 대명동 2139 대구디지털산업진흥원 별관 509호에 본사를 두고 있다. 라온은 순수 한국어로 “즐겁다”를 의미한다. 2005년 8월부터 현재까지 나우콤을 통해 테일즈런너를 서비스하고 있다. 대구지역의 게임 개발사 중에서 KOG, 민커뮤니케이션과 함께 빅3로 불린다.
2008년 14개 스타기업 중 하나로 선정되었으며, 2011년 4개 우수스타기업중 하나의 기업으로 선정되었다.

## 제품
- 테일즈런너
- 테일즈런너 리볼트(현재 cbt)
- 고스트워: 캐주얼 배틀 아레나